# The Passions
The Passions — британская группа новой волны, образованная в 1978 году певицей и автором песен Барбарой Гоган и гитаристом Клайвом Тимперли. Известна благодаря своей песне 1981 года «I’m in Love with a German Film Star», которая использовалась в игре Grand Theft Auto: Vice City Stories (радиостанция Emotion 98.3) и сериале BBC Ashes to Ashes. Прекратила существование в 1983 году. После распада Барбара Гоган участвовала в проекте 1997 года совместно с французским музыкантом Гектором Зазу Made on Earth.

## Дискография

### Альбомы
- Michael & Miranda (1980, Fiction Records)
- Thirty Thousand Feet Over China (1981, Polydor)
- Sanctuary (1982, Polydor)

### Синглы
- Needles and Pills" / "Body and Soul (1979)
- Haunded (1979)
- The Swimmer (1980)
- I’m in Love with a German Film Star (1981)
- Skin Deep (1981)
- The Swimmer (1981)
- Africa Mine (1982)
- Jump for Joy (1982)
- Sanctuary[3] (1982)
- Love is Essential (1982)

### Сборники
- Passion Plays (1985, Polydor)
- The Passions Singles (2004, Lulumusic)

## Состав
- Барбара Гоган — гитара, вокал (1978—1983)
- Клэр Бидвелл — бас-гитара (1978—1980)
- Ричард Уильямс — ударные (1978—1983)
- Дак Дайд — гитара (1978)
- Митч Баркер — вокал (1978—1979)
- Клайв Тимперли — гитара (1978—1981)
- Дэвид Агар — бас-гитара (1980—1983)
- Кевин Армстронг — гитара (1982)
- Джефф Смит — клавишные (1982—1983)
- Стивен Райт — гитара (1982—1983)